# Rogawka
Rogawka (białorus. Рогаўка)– wieś w Polsce położona w województwie podlaskim, w powiecie siemiatyckim, w gminie Siemiatycze.
Prawosławni mieszkańcy wsi należą do parafii Cudownego Zbawiciela w Rogawce, a wierni kościoła rzymskokatolickiego parafii Wniebowzięcia Najświętszej Maryi Panny w Siemiatyczach.

## Historia
Wieś wzmiankowana w dokumentach pisanych w 1469 jako wieś królewska i w 1537, gdy wymienione jest nazwisko jej wójta Wojciecha Nardułtowskiego (Ardułtowskiego?). Kolejna informacja o Rogawce pochodzi z 1563; wieś wymieniono w dokumencie dotyczącym dwóch włók między Rogawką a Sytkami, należącymi do uposażenia drohiczyńskiej cerkwi Zaśnięcia Matki Bożej. Teren ten do 1625 przeszedł na własność parafii unickiej w Siemiatyczach.
Rogawka to dawna wieś królewska, która w 1795 roku położona była w starostwie drohickim w ziemi drohickiej województwa podlaskiego.
Według Pierwszego Powszechnego Spisu Ludności z 1921 roku Rogawka była wsią liczącą 68 domów i zamieszkałą przez 418 osób (223 kobiety i 195 mężczyzn). Większość mieszkańców miejscowości (406 osób) zadeklarowała wyznanie prawosławne, pozostali podali wyznanie rzymskokatolickie (12 osób). Pod względem narodowościowym większość stanowili mieszkańcy narodowości białoruskiej (399 osób); reszta zgłosiła kolejno: narodowość polską (17 osób) i narodowość rosyjską (2 osoby). W okresie międzywojennym miejscowość znajdowała się w powiecie bielskim.
W latach 1975–1998 miejscowość administracyjnie należała do województwa białostockiego.

## Zabytki
- drewniana parafialna cerkiew prawosławna pod wezwaniem Cudownego Zbawiciela, 1858, nr rej.:731 z 29.12.1989
- drewniany budynek dawnej szkoły, 1850, nr rej.:589 z 28.12.1984[13]
- średniowieczne cmentarzysko słowiańskie na obecnym cmentarzu[10]. Podczas badań stwierdzono, że były to groby szkieletowe, 29 z nich miało obstawy kamienne, a datować je można na XII-XIV wiek[14][9]
- grodzisko z dwoma podgrodziami, po lewej stronie drogi do Krupic, nr rej. zabytków: C-85 z 14.02.2006

## Urodzeni
- Aleksander Czuż - poseł na Sejm IV kadencji

## Galeria

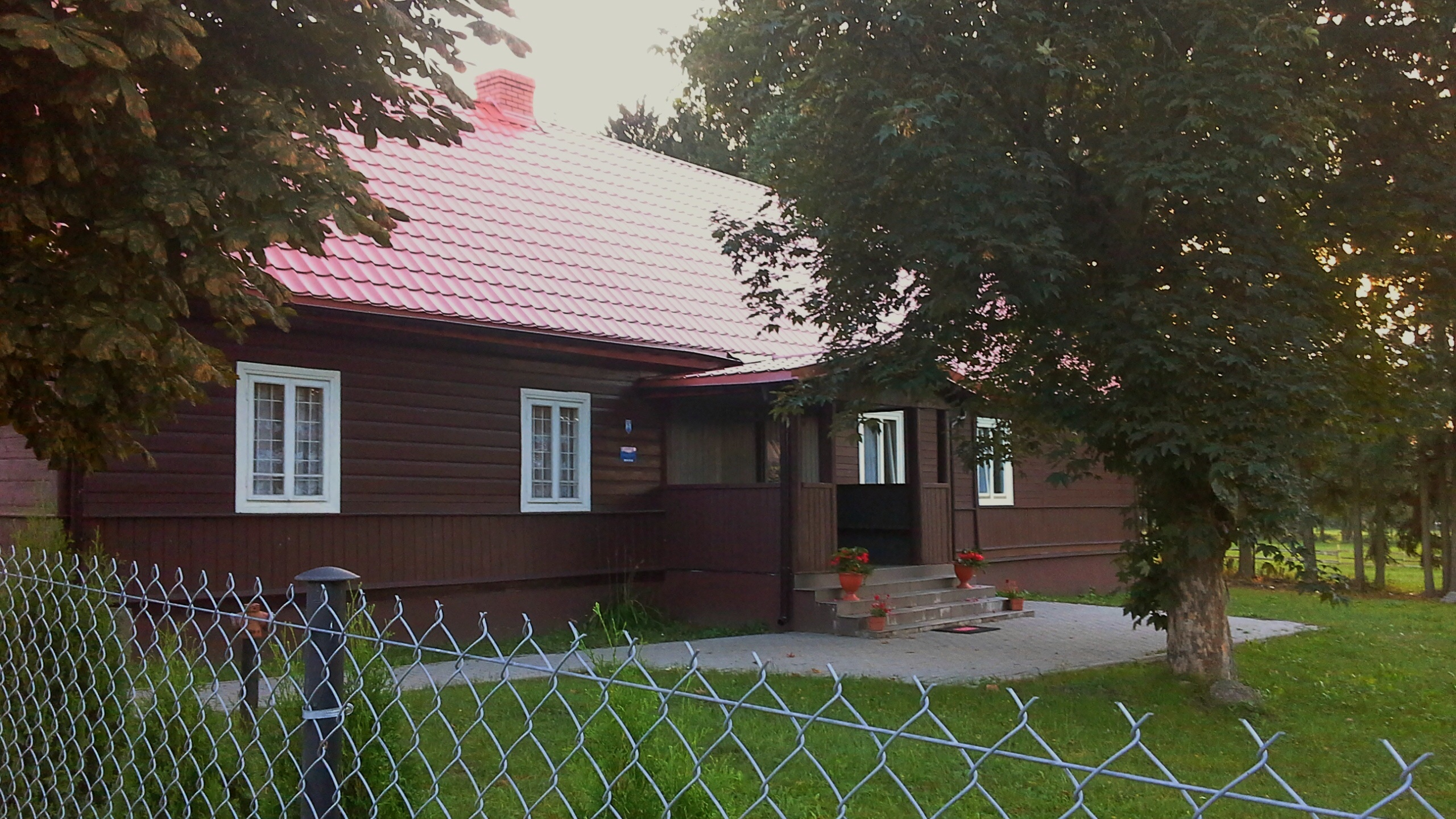
Zabytkowy budynek szkoły
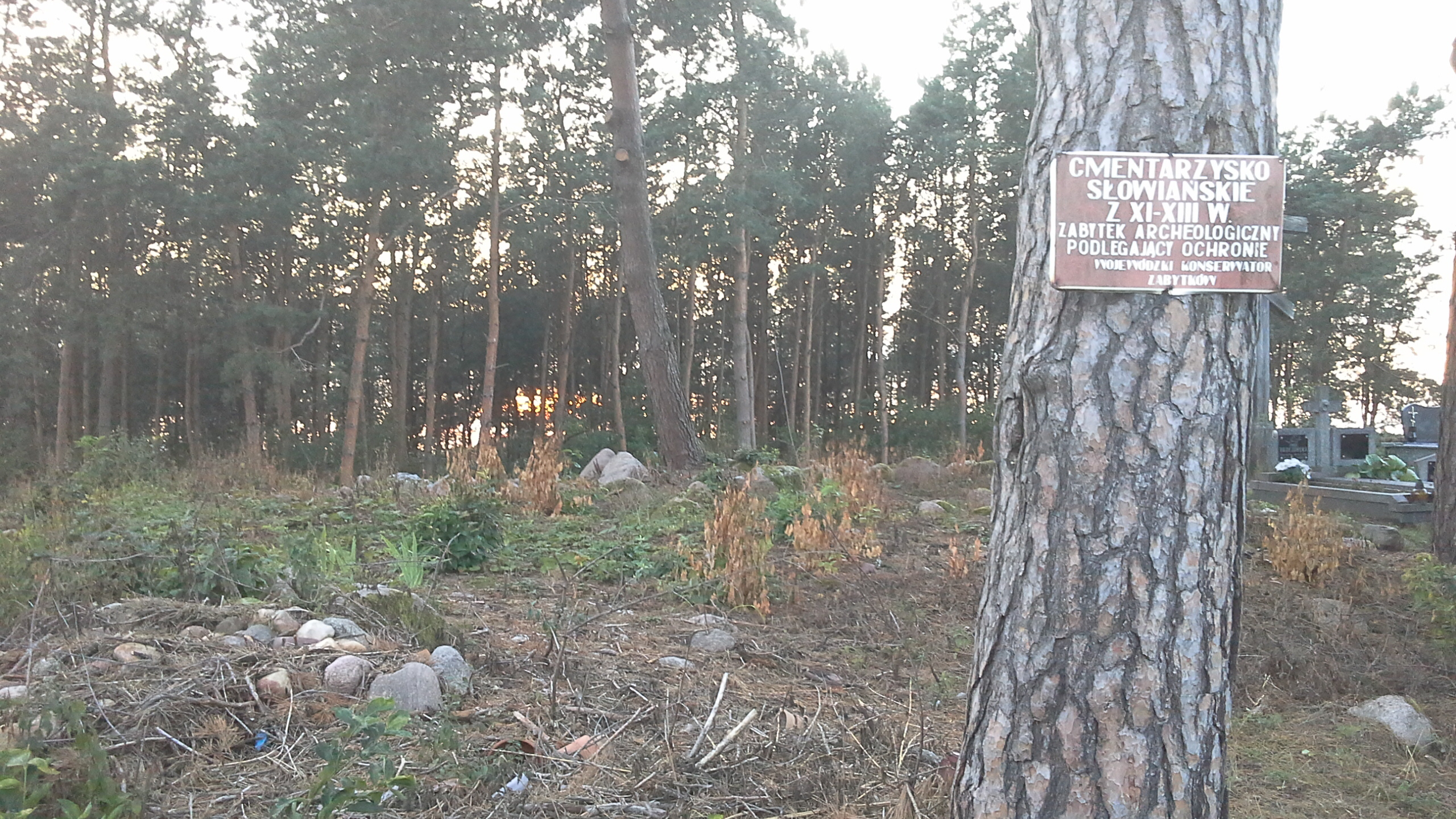
Cmentarzysko słowiańskie
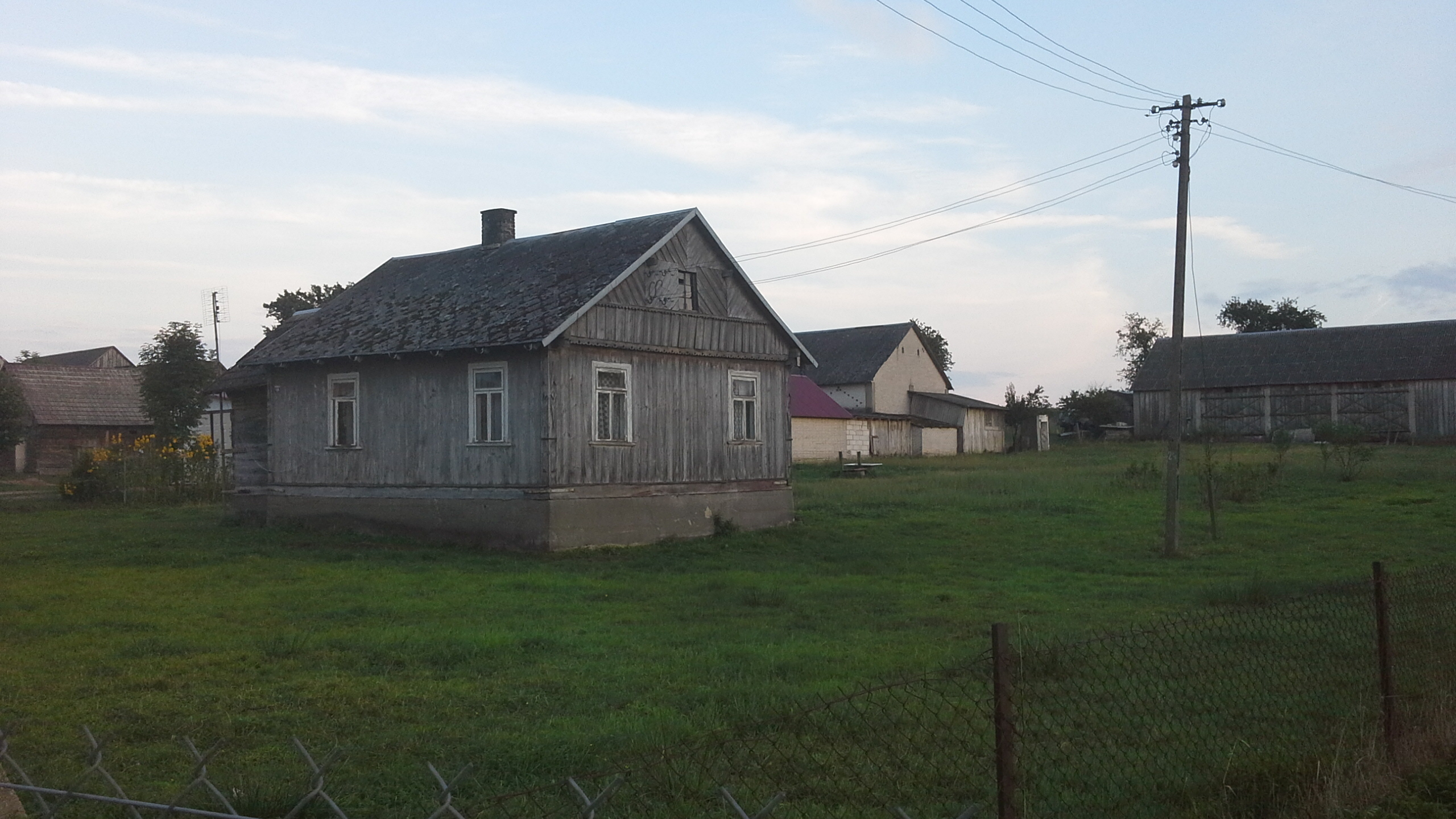
Drewniany budynek mieszkalny